# Prikolotne
Prikolotne o Prikolótnoie (en ucraïnès Приколотне i en rus Приколотное) és una vila de la província de Khàrkiv, Ucraïna. El 2021 tenia 1.963 habitants.